# Stok Kangri
Stok Kangri ist der Name des bekanntesten Berges in jenem Teil des Himalayas, der im Unionsterritorium Ladakh in Indiens liegt.
Der Gipfel des offiziell 6153 m hohen Berges (andere, wahrscheinlichere Angabe: 6154 m) befindet sich im Hemis-Nationalpark. Von Leh aus ragt der Gipfel prominent aus der südlich gelegenen Stok-Kette heraus. Der Stok Kangri ist, wegen seiner leichten Erreichbarkeit und einem Anstieg ohne technische Schwierigkeiten, der am häufigsten bestiegene Sechstausender Indiens.